# 미크 미셸
미크 미셸(Mick Micheyl, 본명: 포레트 잔 미셸 (Paulette Michey), 1922년 2월 8일 ~ 2019년 5월 16일)은 프랑스의 여성가수 겸 작사가이다. 리옹의 미술학교를 나와 상업미술을 하는 한편 샹송을 쓰고 아코디언을 연주하면서 노래를 불렀다. 1947년에 리옹의 콩쿠르에서 우승, 1949년에는 파리의 카바레에서 노래를 부르기 시작하였다. 1953년에는 자기가 작곡하여 직접 노래부르는 음반으로 대스크 대상을 수상하였다.